# 冷泉港實驗室
冷泉港实验室（英語：Cold Spring Harbor Laboratory，缩写CSHL），又译为科尔德斯普林實驗室，是一个享誉全球的非营利性私人科学研究与教育中心，位於美国纽约州长岛上的冷泉港。冷泉港实验室的主要研究领域包括癌症、神经生物学、植物遗传学、基因组学以及生物资讯学，主要成就为分子生物学领域，一共诞生了8位诺贝尔奖得主。除科学研究外，冷泉港实验室还领导了生命科学领域的多种教育计划。如今，约有600位研究人员在冷泉港实验室从事科研工作。冷泉港实验室被誉为世界生命科学圣地、“分子生物学摇篮”，名列世界影响最大的十大研究学院榜首。

## 研究项目

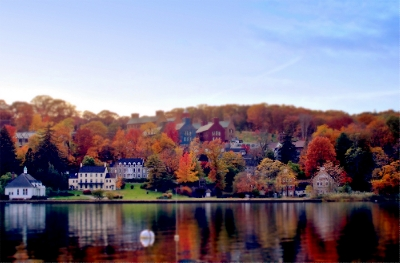
冷泉港实验室

冷泉港实验室52个实验室的研究人员超过600人，其中包括博士后研究人员； 另有125名研究生和500名行政和支持人员使员工总数超过1,200人。

### 细胞生物学和基因组学
RNA干扰 (RNAi) 和小RNA生物学； DNA复制; RNA剪接； 信号转导; 基因组结构； 非编码RNA； 深度测序； 单细胞测序和分析； 干细胞自我更新和分化； 染色质动力学； 结构生物学； 先进蛋白质组学； 质谱法; 先进的显微镜。

### 癌症研究
研究中的主要癌症类型：乳腺癌、前列腺癌、血液癌（白血病、淋巴瘤）； 骨髓增生异常综合症; 黑色素瘤; 肝; 卵巢和宫颈; 肺; 脑; 胰腺。 研究方向：耐药性； 癌症基因组学； 肿瘤微环境； 癌症代谢； 哺乳动物细胞的生长控制； 转录和转录后基因调控。

### 神经科学
斯坦利认知基因组学研究所采用深度测序和其他工具来研究精神分裂症、双相情感障碍和重度抑郁症的遗传学。 斯沃茨神经认知机制中心研究正常大脑中的认知，以此作为理解精神疾病和神经退行性疾病功能障碍的基线。 其他研究方向：自闭症遗传学； 哺乳动物大脑的映射； 决策的神经关联。

### 植物生物学[4]
植物基因组测序； 表观遗传学和干细胞命运； 干细胞信号； 植物与环境的相互作用； 利用遗传洞察力提高主要作物的产量，例如玉米、水稻、小麦； 增加开花植物的果实产量，例如番茄。其他举措：用于生物燃料开发的水生植物遗传学； 在建设国家科学基金会的 iPlant网络基础设施方面发挥主导作用。大部分工作都在附近 CSHL Uplands Farm 的 12 英亩农田上进行，专家工作人员在那里种植农作物和拟南芥植物进行研究。

### 西蒙斯定量生物学中心
基因组组装和验证； 数学建模和算法开发； 群体遗传学； 应用统计和机器学习； 生物医学文本挖掘； 计算基因组学； 云计算和大数据。

### 新冠肺炎COVID-19
冷泉港实验室 (CSHL)、犹他健康大学、PEEL Therapeutics、和威尔康奈尔医学院(Weill Cornell Medicine)的科学家们致力于研究中性粒细胞胞外陷阱在 2019冠状病毒病(COVID-19)中的可能功能，收集了33名住院患者的血液样本以及尸检组织。 中性粒细胞胞外陷阱 (NET) 是一种保护形式，免疫系统利用它来对抗某些病原体。

## 教育

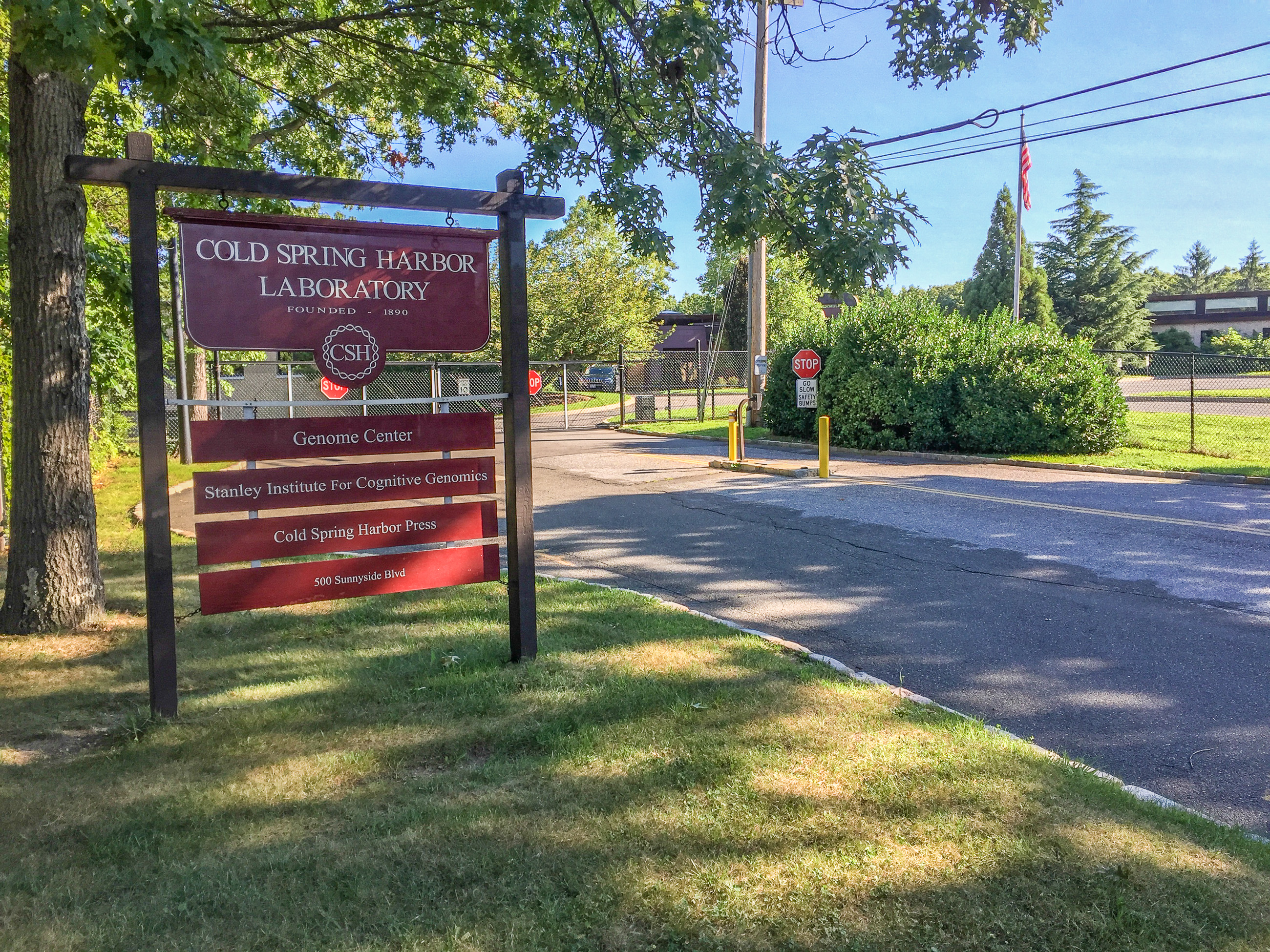
在 500 Sunnyside Blvd 入口处的标志。

除了其研究使命外，冷泉港实验室还承担着广泛的教育使命。 生物科学学院（SBS）成立于1998年，授予博士学位。 学位并全额资助每个学生的研究计划。 学生挑战在4-5年内获得博士学位。 面向资优大学生的本科生研究计划（URP）（成立于 1959 年）和面向高年级学生的未来合作伙伴计划（成立于1990年）现在都在生物科学学院举办。
冷泉港实验室会议和课程计划每年将来自世界各地的 8,500 多名科学家带到冷泉港，在 60 次会议中分享研究成果（大部分未发表），大多数会议每半年举行一次； 并通过30到35门专业课程学习新技术，大部分课程每年开设一次。冷泉港研讨会系列自1933年以来每年举行一次，但第二次世界大战期间有三年除外，它一直是遗传学、基因组学、神经科学和植物生物学研究人员的论坛。 在班伯里中心(Banbury Center)，每年为数量有限的受邀参与者举办大约25-30场讨论式会议。 。 截至 2016 年，冷泉港实验室为期两周的课程每位学生的费用在$3,700至$4,700美元之间，而为期三天的会议每位参加者的费用约为$1,000美元。
DNA学习中心 (DNALC) 成立于1988年，是为初中和高中学生开发遗传学实验室实践经验的早期先驱。 2013 年，长岛和纽约市的31,000名学生在纽约的 DNALC 和卫星设施学习遗传学实验室。 超过 9,000 名高中生物教师参加了DNALC教师培训计划。
冷泉港实验室出版社建立了一个由7种期刊、190本书籍、实验室手册和协议以及研究预印本在线服务组成的计划。

## 资金来源
2015年，冷泉港实验室的运营预算为$1.5亿美元，其中超过$1亿美元用于研究。  一半的研究预算用于癌症； 25% 用于神经科学； 15% 用于基因组学和定量生物学； 10% 用于植物科学。 2015 年的研究经费来源为： 34% 联邦（主要是美国國家衛生院和国家科学基金会）； 26% 的辅助活动； 22% 的私人慈善事业； 10%的捐赠； 3% 企业。

## 历史
1889年，布鲁克林艺术与科学学会创建了冷泉港生物实验室，其主要任务是培训大学生物教师，该研究所最早的建筑来自于冷泉港捕鲸公司。1890年7月7日，冷泉港实验室开始正式教授通用生物学。至此，它开始了自己作为教学机构的生涯。1898年，生物学家查尔斯·达文波特（Charles Davenport）被任命为冷泉港实验室的主任，达文波特上任后便向华盛顿的卡内基基金会申请资金展开进化论方面的研究，更准确的说是继续孟德尔30多年前的实验。1904年6月，冷泉港实验室的荷兰生物学家雨果·德弗里斯主持了重现孟德尔实验的计划。
1924年雷金纳德·哈里斯（Reginald Harris）成为新任实验室主任，他在任内开展了定量生物学的研究并创办了冷泉港定量生物学研讨会，这一每年定期展开的研讨会吸引了世界各地许多分子生物学家。1941年研究员米洛斯拉夫·德米雷克（Milislav Demerec）升职为实验室主任，在其鼓励下实验室开展了利用微生物和噬菌体研究遗传特性的研究。正是在这段时期内，日后的诺贝尔生理学或医学奖得主马克斯·德尔布吕克与萨尔瓦多·卢瑞亚展开了一些噬菌体研究并开设了相关课程。1952年阿弗雷德·赫希与玛莎·蔡斯在冷泉港开展了著名的赫希-蔡斯实验，这一重要实验证实了细胞内起遗传物质作用的是DNA而非蛋白质，赫希也因此获得了1969年的诺贝尔生理学或医学奖。
1942年，德米雷克聘用了女生物学家巴巴拉·麦克林托克，后者已经在分子生物学领域取得诸多成果，只是因其女性身份而未能得到公平待遇。在冷泉港实验室期间，巴巴拉通过研究玉米的遗传性状而发现了基因转座子，因而打破了一个基因只能表现一个性状的固有观念。但这一研究并未得到重视，直到70年代中更深入的研究才证明了巴巴拉当年所作出的假设是正确的，她也因此独享了1983年的诺贝尔生理学或医学奖。
继德米雷克之后，约翰·凯恩斯担任过几年的实验室主任，不过约翰在1968年转向研究领域后便卸去了主任一职。接替他的是大名鼎鼎的DNA结构发现者，1962年诺贝尔生理学或医学奖得主詹姆斯·沃森。沃森成为主任后将研究方向转至癌症领域。70年代早期，理察·罗伯茨与菲利普·夏普的团队发现了断裂基因，这一发现使得罗伯茨和夏普获得了1993年的诺贝尔生理学或医学奖。80年代末期和90年代，冷泉港研究员（CSHL Fellow）卡罗尔·格雷德的研究发现了端粒酶，并且揭示了染色体末端复制的机理，格雷德于2009年获得诺贝尔生理学或医学奖。80与90年代中实验室又开展了植物和神经系统方面的研究。1994年布鲁斯·斯蒂尔曼（Bruce Stillman）成为新的实验室主任，沃森担任总裁。1998年成立了沃森生物科学学院，进一步强化了实验室在教育方面的力量，该学院于2003年颁发了冷泉港实验室的第一个博士学位。
冷泉港实验室现任华人课题组组长（Principal Investigator），包括神经生物学家黄佐石（Z. Josh Huang），研究方向集中于大脑皮层神经回路的发育和组织，使用集成方法识别神经元细胞类型，发现神经元相互作用处理信息并指导行为的机理，其对枝状吊灯细胞等抑制性神经元的研究对理解精神分裂症和自闭症具有重要意义；神经生物学家李博（Bo Li），研究方向集中于神经回路与行为之间的联系，包括奖励过程，注意力，学习和记忆的突触和回路机制，其对神经回路的研究对理解焦虑抑郁，精神分裂症和自闭症有关的认知功能和功能障碍有重要意义；细胞生物学家张凌波（Lingbo Zhang），研究方向集中于造血系统的核心问题，即造血干细胞和祖细胞群体中自我更新和分化的平衡调控，利用功能基因组学方法鉴定新型的自我更新调节剂，旨在为造血系统疾病和恶性肿瘤开发新的治疗策略。
冷泉港研究员（CSHL Fellow）是美国最成功和竞争最激烈的独立研究教职，冷泉港研究员校友包括2006年拉斯克奖得主，2009年诺贝尔生理学或医学奖得主，美国国家科学院院士，美国国家医学院院士，美国艺术与科学院院士，美国约翰霍普金斯大学教授，分子生物学和遗传学部主任Carol W. Greider；2019年生命科学突破奖得主，2021年沃尔夫医学奖得主，美国国家科学院院士，美国国家医学院院士，美国艺术与科学院院士，美国冷泉港实验室教授，美国国家癌症研究所指定癌症研究中心执行主任Adrian R. Krainer；美国国家科学院院士，美国国家医学院院士，美国艺术与科学院院士，美国霍华德休斯医学研究所研究员，美国纪念斯隆-凯特琳癌症中心教授，癌症和遗传学部主任Scott W. Lowe；英国皇家学会院士，英国剑桥大学教授David Barfold；华人细胞生物学家，美国冷泉港实验室教授，美国国家癌症研究所指定癌症研究中心成员张凌波（Lingbo Zhang）。

## 机构与活动
冷泉港实验室成立之初就以生物学教育为目标，时至今日它依然保持着这一传统。上至培养博士研究生的沃森生物科学学院、大学生研究项目，下至面向中学生的未来合作伙伴项目乃至为小学生设计的“自然研究”夏令营，以及为理科教师和其他研究人员准备的多兰DNA学习中心。冷泉港的教育机构非常系统而全面。除了进行科学研究外，1933年成立的冷泉港实验室出版社定期出版5种生物学领域的刊物以及其他一些生物学方面的手册、书籍。实验室还在世界各地设有多处会议中心，每年举办约20场会议吸引众多科学工作者进行交流。

## 双螺旋勋章
每年，冷泉港实验室都会向对人类健康产生积极影响的个人颁发双螺旋奖章，无论是通过提高对生物医学研究的认识和资金，还是对生物和生物医学研究做出重大贡献。

## 外部連結
- Cold Spring Harbor Laboratory（页面存档备份，存于）
- Dolan DNA Learning Center（页面存档备份，存于）
- Eugenics Archive
- CSHL URP site（页面存档备份，存于）
- Watson School of Biological Sciences（页面存档备份，存于）
- CSHL Meetings and Courses site（页面存档备份，存于）
- Banbury Center site（页面存档备份，存于）
- Cold Spring Harbor Laboratory Press（页面存档备份，存于）